# Поротников, Павел Леонтьевич
Павел Леонтьевич (Львович) Поротников (2 августа 1922, Малая Черемшанка, Новониколаевская губерния — 7 октября 1998, Новосибирск) — российский художник, член Союза художников СССР (1966).

## Биография
Родился 2 августа 1922 года в селе Мало-Черемшанке (ныне деревня Малая Черемшанка в Колыванском районе Новосибирской области).
Окончил неполную среднюю школу села Вьюны (Колыванский район).
В 1935 году Поротников переезжает в Новосибирск, где работает в товариществе «Художник».
В 1939—1941 годах учился в Омском художественно-педагогическом техникуме.
Был призван в 1942 году в Красную армию, в Барнауле окончил Лепельское военное училище, получил звание лейтенанта огневого взвода. В 1943 году участвовал в военных действиях на 1-м Белорусском фронте под Белгородом, в 1944 году принимал участие в бою под Ковелем. Ему присваивают звание старшего лейтенанта и назначают командиром взвода управления полка. Получает ранение но через два месяца возвращается в полк, в его составе Поротников участвует в освобождении Варшавы. В 1945 году его назначают командиром батареи, после чего он принимает участие в наступлении на Берлин. В 1946 году был демобилизован.
В 1948—1951 годах учился в Костромском художественном училище (преподаватели — Н. П. Шлеин, М. С. Колесов).
В 1951 году устраивается художником на работу в мастерские Художественного фонда.
С 1956 по 1966 год жил и работал в селе Вьюны в Колыванском районе.
С 1966 года художник вновь переезжает в Новосибирск.
Умер 7 октября 1998 года в Новосибирске. Похоронен на Заельцовском кладбище (квартал 11).

## Общественная деятельность
Павел Поротников создал в Колыване музей.

## Работы
- «Портрет И. И. Тютикова»
- «Дядя Петя»
- «Первый самолёт»
- «Солдаты 41-го»
- «Деренская свадьба»
- «Мастеровой»
- «Стога»
- «Ледоход»
- «Снегири на снегу»
- «Пашня»
- «Хлебные поля»

Работы художника находятся в Новосибирском государственном художественном музее, Новосибирском государственном краеведческом музее, Колыванском краеведческом музее, Краснозёрском художественно-краеведческом музее, а также в различных частных российских и зарубежных собраниях.

## Награды
- Орден Красной Звезды (29.06.1944) за бой под Ковелем 29 марта 1944 года[4].
- Орден Красного Знамени (25.05.1945) за бои 15—16 апреля 1945 года в районе населённого пункта Ной-Барним (Германия)[5].
- Орден Отечественной войны 2-й степени (06.04.1985)[6].
- Медали: «За взятие Берлина», «За освобождение Варшавы», «За победу над Германией»[7] и др[8].

## Комментарии
1. ↑  По сведениям из Новосибирского государственного художественного музея, дата рождения 2 августа подтверждается книгой ЗАГС. В некоторых источниках ошибочно указано 3 августа.